# الإسلام في جنوب إفريقيا

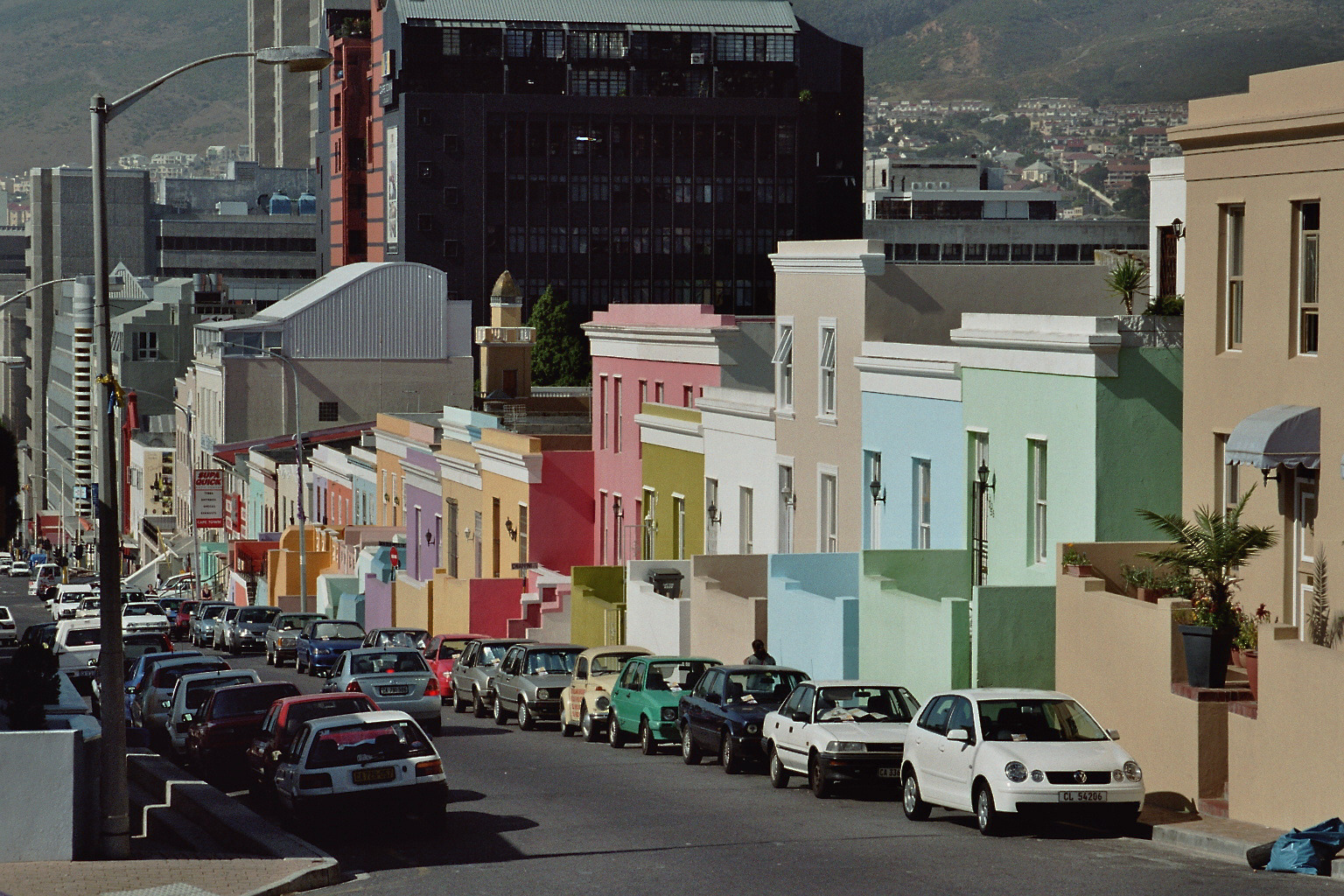
منطقة «بو كاب» في كابستاد أسسها الملايو وبها أحد أقدم مساجد البلاد.

الإسلام في جنوب إفريقيا هو دين أقلية يعتنقه من 1.6٪ من إجمالي السكان. نما الإسلام في جنوب إفريقيا على ثلاث مراحل. المرحلة الأولى هجرت فيها هولندا المسلمين الحرفيين والسجناء والمنفيين السياسيين قسريًا من جزر الهند الشرقية الهولندية (إندونيسيا) والتي استمرت من حوالي 1652 إلى منتصف القرن التاسع عشر. كانت المرحلة الثانية هي هجرة العمال بالسخرة من الراج البريطاني للعمل في حقول قصب السكر في ناتال بين عامي 1860 و1868، ومرة أخرى من 1874 إلى 1911. من بين ما يقرب من 176,000 هندي هاجر إلى مقاطعة ناتال، ما يقرب من 7-10٪ منهم كانوا من المسلمين.
كانت المرحلة الثالثة هي هجرت الأفارقة في أعقاب نهاية الفصل العنصري في عام 1994. وتشير الأرقام الأخيرة إلى أن عدد هؤلاء المهاجرين يتراوح بين 75000 و100000 مهاجر. بالإضافة إلى ذلك هاجر عدد كبير من المسلمين من جنوب آسيا. على الرغم من أن غالبية المسلمين من السنة، إلا أن هناك أعدادًا قليلة من الشيعة، لا سيما في كيب تاون.

## المساجد
أنشئ أول مسجد في البلاد في سنة (1076 هـ - 1665 م) في حي الماليزيين بمدينة الكيب. ويوجد الآن أكثر من 250 مسجداً موزعة على ولايات الاتحاد الثلاث، ولاية الكيب، ولاية ترنسفال، وولاية ناتال.

## المدارس الإسلامية
بنيت المئات من المدارس بجهود ّذاتية، ويلتحق الطلاب المسلمين بالمدارس الإسلامية في المساء كما يوجد عدد كبير من مدارس تحفيظ القرآن الكريم، وتعاني المدارس من ضعف مستوي المدرسين، وقلة الكتب المدرسية ويوجد معهد للشريعة الإسلامية في منطقة الكيب، وقد تأسس قسم الدراسات الإسلامية في جامعة (ديربان وست فيل) كما يوجد في مدينة ديربان المركز الدولي للدعوة الإسلامية الذي أسسه الشيخ أحمد ديدات ويصدر المسلمون صحيفتين يوميتين هما (مسلم نيوز) و( جريدة القلم)، ويمثل المجلس الإسلامي الهيئة الوطنية لجميع مسلمي جنوب أفريقيا.